# Шичков Ігор Олексійович
Ігор Олексійович Шичков (21 лютого 1931, Горький, СРСР — 26 жовтня 2011, Київ, Україна) — радянський хокеїст і тренер. Заслужений працівник фізичної культури і спорту України (2008).
Народився і виріс у Горькому в родині робітників. Вихованець місцевої спортивної школи «Динамо». Влітку займався у футбольній секції, взимку — в хокейній. В шістнадціть років став срібним призеров РРСФР серед команд майстрів.
1950 року отримав запрошення від найсильнішого клуба міста — «Торпедо». Тривалий час був капітаном команди. В чемпіонаті 1959/60 став другим за результативністю гравцем — 28 закинутих шайб.
В наступному сезоні «Торпедо», першим з провінційних клубів, здобуло медалі чемпіонату СРСР і грало у фіналі національного кубка. Майстер спорту СРСР.
1963 року перейшов на тренерську роботу, готував волзьку команду до наступного сезону. Але керівництво «Торпедо», на посаду старшого тренера, призначило іншого фахівця і Ігор Шичков вирішив піти з команди. Саме в цей час у Києві створювали хокейний клуб, а очолив його Дмитро Богінов — колишній наставник горьківської команди.
Протягом шести років був помічником старшого тренера, у перші півсезона доводилося і грати на хокейному майданчику. 1969 року Богінов залишив «Динамо», а Шичков став керманичем київської команди.

## Досягнення
- Віце-чемпіон СРСР (1): 1961
- Фіналіст кубка СРСР (1): 1961

## Статистика
| Сезон   | Клуб                | Ліга  | І  | Г  | П | О  | ШХ |
| ------- | ------------------- | ----- | -- | -- | - | -- | -- |
| 1952-53 | «Торпедо» (Горький) | вища  | -  | 7  | - | -  | -  |
| 1953-54 | «Торпедо» (Горький) | перша | -  | -  | - | -  | -  |
| 1954-55 | «Торпедо» (Горький) | вища  | -  | 2  | - | -  | -  |
| 1955-56 | «Торпедо» (Горький) | вища  | -  | 17 | - | -  | -  |
| 1956-57 | «Торпедо» (Горький) | вища  | -  | 19 | - | -  | -  |
| 1957-58 | «Торпедо» (Горький) | вища  | -  | 21 | - | -  | -  |
| 1958-59 | «Торпедо» (Горький) | вища  | -  | 4  | - | -  | -  |
| 1959-60 | «Торпедо» (Горький) | вища  | -  | 28 | - | -  | -  |
| 1960-61 | «Торпедо» (Горький) | вища  | 17 | 15 | - | -  | -  |
| 1961-62 | «Торпедо» (Горький) | вища  | 35 | 14 | 2 | 16 | 6  |
| 1962-63 | «Торпедо» (Горький) | вища  | 37 | 12 | 1 | 13 | 14 |
| 1963-64 | «Динамо» (Київ)     | перша | 18 | 9  | 1 | 10 | -  |